# Cosma Shiva Hagen
Cosma Shiva Hagen (Los Angeles, 17 maggio 1981) è un'attrice e doppiatrice tedesca.

## Biografia
Figlia della cantante tedesca Nina Hagen e del chitarrista olandese Ferdinand Karmelk, comincia la sua carriera di doppiatrice prestando la sua voce alla protagonista nell'edizione tedesca di Mulan. Nello stesso anno, il 1998, è la voce tedesca di Zoey in Rudolph, il cucciolo dal naso rosso. Ha doppiato anche Vipera in Kung Fu Panda e Kung Fu Panda 2.
A partire dalla seconda metà degli anni novanta ha recitato in molti film per la TV e serie televisive, perlopiù di produzione tedesca.

## Filmografia

### Attrice

#### Cinema
- Speed Racer, regia delle sorelle Wachowski (2008)

#### Televisione
- Bella Block – serie TV, episodi 4-10 (1997-2001)
- Tatort – serie TV, episodi 429-491 (1999-2002)
- Rosa Roth – serie TV, episodio 1x14 (2002)
- Die Rosenheim-Cops – serie TV, episodio 3x07 (2004)
- Il commissario Köster (Der Alte) – serie TV, episodio 32x02 (2008)
- Squadra Speciale Cobra 11 (Alarm für Cobra 11 – Die Autobahnpolizei) – serie TV, episodio 11x11 (2010)
- Squadra Omicidi Istanbul (Mordkommission Istanbul) – serie TV, episodio 09 (2013)
- Soko 5113 – serie TV, episodi 23x09-40x23 (2003-2015)
- Squadra Speciale Colonia (SOKO Köln) – serie TV, episodio 14x18 (2013)

### Doppiatrice
- Maga Martina 2 - Viaggio in India (Hexe Lilli - Die Reise nach Mandolan), regia di Harald Sicheritz (2011)
- L'ape Maia - Il film (Maya the Bee), regia di Alexs Stadermann (2014)